# Tlustice
Tlustice (německy Tlustitz) je obec v okrese Beroun ve Středočeském kraji, asi 2 km severozápadně od Hořovic. Žije zde přibližně 1 200 obyvatel.

## Historie
První písemná zmínka o obci (cum villis Sedlecz, Tlusticz, Cotopek) pochází z roku 1320, kdy český král Jan Lucemburský přiznal tuto a několik blízkých vsí Zbyňkovi Zajícovi po nevyplacení zástavy. Obec se rozkládala v zemědělské oblasti a jednalo se o nevelkou zemědělskou osadu.

## Obyvatelstvo
| Rok            | 1869 | 1880 | 1890 | 1900 | 1910 | 1921 | 1930 | 1950 | 1961 | 1970 | 1980 | 1991 | 2001 | 2011  | 2021  |
| -------------- | ---- | ---- | ---- | ---- | ---- | ---- | ---- | ---- | ---- | ---- | ---- | ---- | ---- | ----- | ----- |
| Počet obyvatel | 371  | 381  | 434  | 503  | 605  | 652  | 766  | 723  | 671  | 741  | 758  | 739  | 807  | 1 009 | 1 043 |
| Počet domů     | 52   | 58   | 66   | 70   | 82   | 101  | 132  | 158  | 170  | 185  | 195  | 228  | 243  | 289   | 313   |

## Obecní správa

### Části obce
- Tlustice (k. ú. Tlustice)

K obci patří také Na Cintlovce (Cintlovka)
Sousedními obcemi sídla jsou Záluží, Žebrák, Kotopeky a Hořovice.

### Územněsprávní začlenění
Dějiny územněsprávního začleňování zahrnují období od roku 1850 do současnosti. V chronologickém přehledu je uvedena územně administrativní příslušnost obce v roce, kdy ke změně došlo:
- 1850 země česká, kraj Praha, politický i soudní okres Hořovice[6]
- 1855 země česká, kraj Praha, soudní okres Hořovice
- 1868 země česká, politický i soudní okres Hořovice
- 1869 země česká, politický i soudní okres Hořovice, obec Újezd[7]
- 1880 země česká, politický i soudní okres Hořovice[7]
- 1939 země česká, Oberlandrat Plzeň, politický i soudní okres Hořovice[8]
- 1942 země česká, Oberlandrat Praha, politický okres Beroun, soudní okres Hořovice[9]
- 1945 země česká, správní i soudní okres Hořovice[10]
- 1949 Pražský kraj, okres Hořovice[11]
- 1960 Středočeský kraj, okres Beroun
- 2003 Středočeský kraj, okres Beroun, obec s rozšířenou působností Hořovice

### Obecní symboly
Znak a vlajka byly obci uděleny rozhodnutím předsedy Poslanecké sněmovny Parlamentu České republiky dne 25. listopadu 2003.

## Společnost

### Rok 1932
V obci Tlustice (652 obyvatel) byly v roce 1932 evidovány tyto živnosti a obchody: bednář, obchod s dobytkem, holič, 2 hostince, konsum Včela, kovář, krejčí, pekař, 2 pískovny, 2 obchody s lahvovým pivem, 3 rolníci, řezník, obchod se smíšeným zbožím, sedlář, trafika, truhlář, zednický mistr.

## Osobnosti
- Václav Sloup (1936–2014), herec

## Doprava

### Dopravní síť
Do obce vedou silnice III. třídy. Územím obce vede silnice II/114 Cerhovice – Hořovice – Hostomice – Dobříš – Nový Knín – Neveklov – Jírovice a dálnice D5. Železniční trať ani stanice či zastávka na území obce nejsou.

### Autobusová doprava 2024
Autobusovou dopravu v obci Tlustice zajišťuje společnost Arriva Střední Čechy. Obec je součástí Pražské integrované dopravy (PID). V obci se nachází zastávka Tlustice. Na silnici II/114, u Hořovic, se nachází zastávka Tlustice,Cintlovka. Obec obsluhují autobusové linky 384, 528 a 548. Zastávku Tlustice,Cintlovka obsluhuje také linka 643. Linka 384 vyjíždí z Prahy ze Zličína a pokračuje dále ve směru Loděnice, Vráž, Beroun, Králův Dvůr, Zdice, Bavoryně, Žebrák, Tlustice a Hořovice. Linka 528 spojuje Hořovice s Broumy, přičemž projíždí přes Tlustici, Žebrák, Točník, Bzovou, Březovou a Kublov. Linka 548 propojuje Praskolesy s Tihavou, Hořovicemi, Tlusticí, Zálužím, Cerhovicemi, Drozdovem, Týčkem a Zbirohem. Linka 643 propojuje Křešín, Felbabku, Podluhy, Hořovice, Záluží, Újezd, Cerhovice a Třenice.

### Letecká doprava 2024
Na území obce se nachází neveřejné vnitrostátní letiště Hořovice.

## Zajímavosti
V 80. letech 20. století zde byla ve starém lomu na lupek objevena unikátní fosilie karbonského hmyzu Carbotriplura kukalovae, považovaného za možný vývojový článek mezi bezkřídlým a křídlatým hmyzem. Nejprve však byla chybně určena, jako nymfa obří jepice, kterou si Tlustice dala do svého obecního znaku.